# (2396) Kochi
(2396) Kochi est un astéroïde de la ceinture principale.

## Description
(2396) Kochi est un astéroïde de la ceinture principale. Il fut découvert le 9 février 1981 à Geisei par Tsutomu Seki. Il présente une orbite caractérisée par un demi-grand axe de 2,80 UA, une excentricité de 0,07 et une inclinaison de 12,6° par rapport à l'écliptique.

## Compléments